# René Botteron
René Botteron (Glarona, 17 ottobre 1954) è un ex calciatore svizzero, di ruolo difensore.

## Carriera

### Club
Inizia la sua carriera nel 1972 nelle file dello Zurigo, giocandovi fino al 1980, ottenendo nel 1974 la prima convocazione in Nazionale. Nel 1980 emigra in Germania Ovest, giocando 2 stagioni nel Colonia. In tale periodo accumula 39 gare di campionato con 3 reti. Nel febbraio del 1982 si trasferisce in Belgio, allo Standard Liegi, dove gioca fino al novembre dello stesso anno. Ritorna infatti in Germania Occidentale, acquistato dal Norimberga, dove disputa il torneo 1982-1983 giocando 32 gare con una rete. Per la verità, le gare disputate nell'annata in questione sono state 46, date le 14 disputate in Belgio (una rete anche lì).
Nel luglio 1983 torna in Svizzera a giocare con il Basilea. Vi resterà fino al 1987, giocandovi 56 gare condite da 3 reti. A giugno di quell'anno, a 33 anni, dopo esser stato retrocesso con la squadra, si ritira.

### Nazionale
Nella nazionale svizzera ha giocato dal 1974 al 1982, sommando 65 gare e 2 reti. Fu inoltre tra i convocati della Selezione Europea nella gara ufficiale della nazionale italiana del 25 febbraio 1981 allo Stadio Olimpico di Roma, il 383º incontro disputato dagli azzurri, organizzata per raccogliere fondi per le vittime del terremoto dell'Irpinia: la gara si concluse con la vittoria per 3-0 della Selezione Europea sostituendo nei 14 minuti finali Zdeněk Nehoda. Nel periodo in cui gravita nell'ambito della nazionale, non partecipa ad alcun torneo internazionale ufficiale.

## Palmarès

### Club

#### Competizioni nazionali
- Coppa Svizzera: 3

Zurigo: 1971-1972, 1972-1973, 1975-1976
- Campionato svizzero: 3

Zurigo: 1973-1974, 1974-1975, 1975-1976
- Campionato belga: 1

Standard Liegi: 1981-1982